# غيستاون (بنسلفانيا)
غيستاون (بالإنجليزية: Geistown borough, Pennsylvania)‏ هي منطقة سكنية تقع بولاية بنسلفانيا في الولايات المتحدة. تبلغ مساحتها 2.74 كم2، وترتفع عن سطح البحر 566.0136 م، بلغ عدد سكانها 2,467 نسمة في عام 2010 حسب إحصاء مكتب تعداد الولايات المتحدة وتصل الكثافة السكانية فيها 900.4 نسمة لكل كيلومتر مربع (2,332.0/ميل2).

## التركيبة السكانية
حدّد مكتب تعداد الولايات المتحدة بيانات التركيبة السكانية لغيستاون في تعداد الولايات المتحدة. في ما يلي، التركيبة السكانية حسب تعدادي 2000 و2010.

### تعداد عام 2000
بلغ عدد سكان غيستاون 2,555 نسمة بحسب تعداد عام 2000، وبلغ عدد الأسر 1,105 أسرة وعدد العائلات 749 عائلة مقيمة في المنطقة السكنية. في حين سجلت الكثافة السكانية 932.5 نسمة لكل كيلومتر مربع (2,415.2/ميل2). وبلغ عدد الوحدات السكنية 1,160 وحدة بمتوسط كثافة قدره 423.4 لكل كيلومتر مربع (1,096.6/ميل2).
وتوزع التركيب العرقي للمنطقة السكنية بنسبة 97.69% من البيض و0.39% من الأمريكيين الأفارقة و0.04% من الأمريكيين الأصليين و1.37% من الأمريكيين ذوي الأصول الآسيوية و0.04% من الأعراق الأخرى و0.47% من عرقين مختلطين أو أكثر و0.31% من الهسبانيون أو اللاتينيون من أي عرق.
بلغ عدد الأسر 1,105 أسرة كانت نسبة 27.1% منها لديها أطفال تحت سن الثامنة عشر تعيش معهم، وبلغت نسبة الأزواج القاطنين مع بعضهم البعض 57.4% من أصل المجموع الكلي للأسر، ونسبة 7.9% من الأسر كان لديها معيلات من الإناث دون وجود شريك، بينما كانت نسبة 2.5% من الأسر لديها معيلون من الذكور دون وجود شريكة وكانت نسبة 32.2% من غير العائلات. تألفت نسبة 29.7% من أصل جميع الأسر من عدة أفراد يعيشون في نفس المنزل ونسبة 15% كانت تتألف من شخص يعيش بمفرده يبلغ من العمر 65 عاماً أو أكثر. وبلغ متوسط حجم الأسرة المعيشية 2.30، أما متوسط حجم العائلات فبلغ 2.85.
بلغ العمر الوسطي للسكان 44.3 عاماً. وكانت نسبة 21.1% من القاطنين تحت سن الثامنة عشر، وكانت نسبة 5.8% بين الثامنة عشر والرابعة والعشرين عاماً، ونسبة 24% كانت واقعةً في الفئة العمرية ما بين الخامسة والعشرين والرابعة والأربعين عاماً، ونسبة 26% كانت ما بين الخامسة والأربعين والرابعة والستين، ونسبة 22.7% كانت ضمن فئة الخامسة والستين عاماً فما فوق. يوجد لكل 100 أنثى 86.7 ذكر، ويوجد لكل 100 أنثى في الثامنة عشر من عمرها فما فوق 84.1 ذكر.
بلغ متوسط دخل الأسرة في المنطقة السكنية 33,646 دولارًا، أما متوسط دخل العائلة فبلغ 47,049 دولارًا. وكان متوسط دخل الذكور 32,478 دولارًا مقابل 22,134 دولارًا للإناث. وسجل دخل الفرد الخاص بالمنطقة السكنية 21,002 دولارًا. وكانت نسبة 4% من العائلات ونسبة 6.5% من السكان تحت خط الفقر، وكان من هؤلاء نسبة 6.1% تحت سن الثامنة عشر ونسبة 8.6% في الخامسة والستين من العمر وما فوق.

### تعداد عام 2010
بلغ عدد سكان غيستاون 2,467 نسمة بحسب تعداد عام 2010، وبلغ عدد الأسر 1,115 أسرة وعدد العائلات 718 عائلة مقيمة في المنطقة السكنية. في حين سجلت الكثافة السكانية 900.4 نسمة لكل كيلومتر مربع (2,332.0/ميل2). وبلغ عدد الوحدات السكنية 1,184 وحدة بمتوسط كثافة قدره 432.1 لكل كيلومتر مربع (1,119.1/ميل2).
وتوزع التركيب العرقي للمنطقة السكنية بنسبة 97.28% من البيض و0.49% من الأمريكيين الأفارقة و1.46% من الأمريكيين ذوي الأصول الآسيوية و0.28% من الأعراق الأخرى و0.49% من عرقين مختلطين أو أكثر و0.69% من الهسبانيون أو اللاتينيون من أي عرق.
بلغ عدد الأسر 1,115 أسرة كانت نسبة 21.6% منها لديها أطفال تحت سن الثامنة عشر تعيش معهم، وبلغت نسبة الأزواج القاطنين مع بعضهم البعض 53.7% من أصل المجموع الكلي للأسر، ونسبة 7.5% من الأسر كان لديها معيلات من الإناث دون وجود شريك، بينما كانت نسبة 3.1% من الأسر لديها معيلون من الذكور دون وجود شريكة وكانت نسبة 35.6% من غير العائلات. تألفت نسبة 31.6% من أصل جميع الأسر من عدة أفراد يعيشون في نفس المنزل ونسبة 13.8% كانت تتألف من شخص يعيش بمفرده يبلغ من العمر 65 عاماً أو أكثر. وبلغ متوسط حجم الأسرة المعيشية 2.21، أما متوسط حجم العائلات فبلغ 2.76.
بلغ العمر الوسطي للسكان 47.6 عاماً. وكانت نسبة 17.2% من القاطنين تحت سن الثامنة عشر، وكانت نسبة 7.6% بين الثامنة عشر والرابعة والعشرين عاماً، ونسبة 21.8% كانت واقعةً في الفئة العمرية ما بين الخامسة والعشرين والرابعة والأربعين عاماً، ونسبة 31.4% كانت ما بين الخامسة والأربعين والرابعة والستين، ونسبة 22% كانت ضمن فئة الخامسة والستين عاماً فما فوق. وتوزع التركيب الجنسي للسكان بنسبة 48.2% ذكور و51.8% إناث.